# Xenortholitha exacta
Xenortholitha exacta är en fjärilsart som beskrevs av Eugen Wehrli 1931. Xenortholitha exacta ingår i släktet Xenortholitha och familjen mätare. Inga underarter finns listade i Catalogue of Life.